# 土卫二十九
土卫二十九（S/2000 S 3，Siarnaq）是环绕土星运行的一颗卫星。

## 概述
2000年发现。